# Houghia sternalis
Houghia sternalis là một loài ruồi trong họ Tachinidae.